# Goudgulden

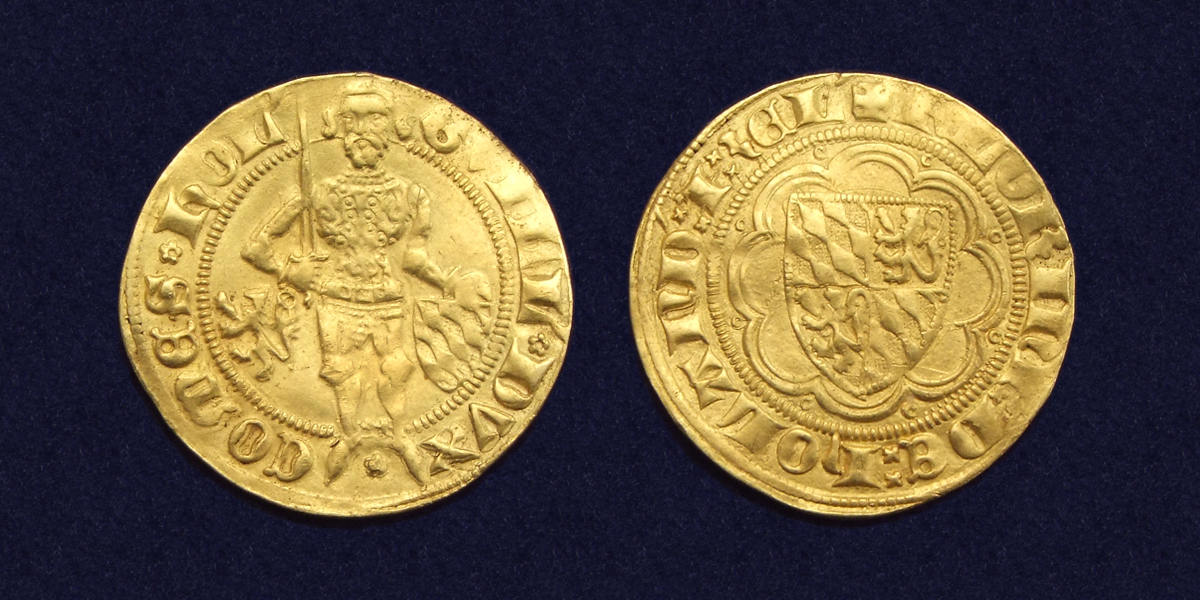
Holland, goudgulden van Willem van Beieren als graaf Willem V van Holland, geslagen 1350-1389

De goudgulden is een historische munt. De eerste guldens verschenen in de 13e eeuw en waren van goud. Gulden betekent immers “gouden”. In 1252 werd in de stad Florence voor het eerst sinds de laat-Romeinse solidus een gouden munt van enige betekenis geslagen: de Fiorino d’oro ofwel florijn. Deze dankte zijn naam aan de lelie uit het stadswapen van Florence. Daarmee is ook de herkomst verklaard van het ƒ-teken en de aanduiding fl. voor de gulden. Daarnaast zette zich in het Heilige Roomse Rijk, waar in die dagen de Lage Landen ook toe behoorden, van meet af aan de naam gulden door, een verkorting uit Middelhoogduits guldin pfenninc "gouden penning".

## Verspreiding over Europa
De florijn droeg op de voorzijde een afbeelding van de stadspatroon Johannes de Doper (Sint Jan) en op keerzijde de lelie uit het Florentijnse stadswapen. Als gevolg van de kruistochten vloeide in de 13e eeuw na een eeuwenlange goudschaarste het goud weer rijkelijk Europa in. In deze eeuw waarin de bevolking groeide en de handel tot bloei kwam, was deze gouden munt een groot succes. Vele Midden-Europese landen gingen hun eigen gulden aanmunten, aanvankelijk alle met Sint Jan op de voorzijde en een eigen wapen op de keerzijde. In de Nederlanden was hertog Jan III van Brabant de eerste, in 1378 gevolgd door graaf Willem V van Holland en vele andere vorsten.

## Arnoldusgulden

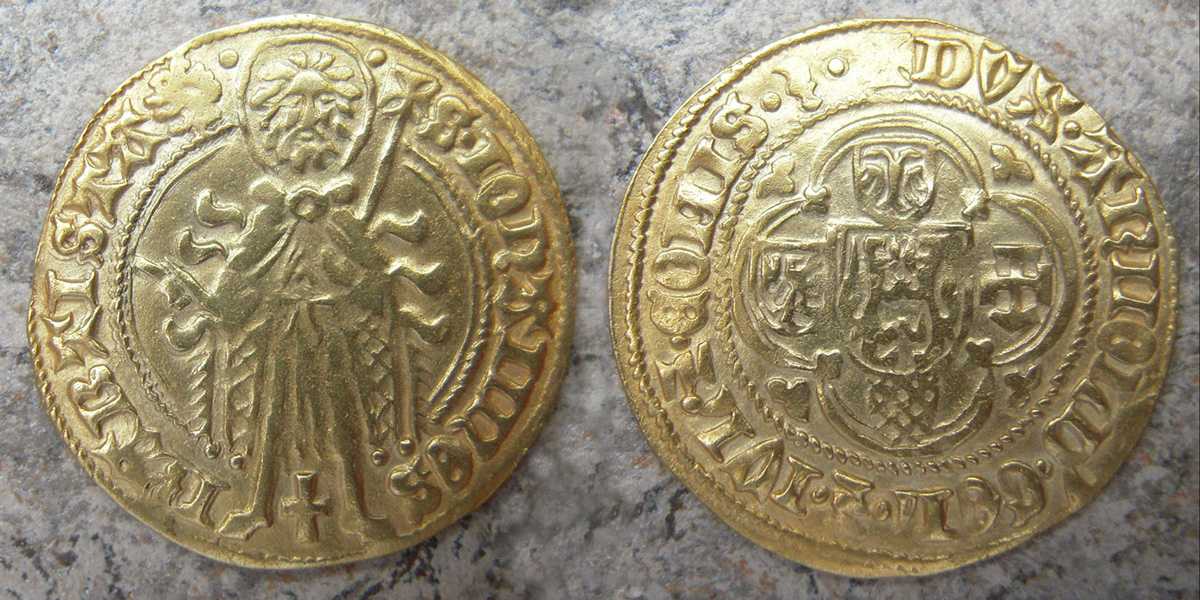
Hertogdom Gelre, goudgulden van Arnold van Egmond (1423-1473), een zgn. Arnoldusgulden, geslagen te Arnhem tussen 1425-1440; op de voorzijde Johannes de Doper

De Florentijnse Fiorino d’oro was 20 mm in doorsnede, had een gewicht van 3,54 gram en zou in puur 24-karaats goud worden geslagen. Al spoedig werd overal met deze regel de hand gelicht. Als gevolg van inflatie waren de meeste 15e-eeuwse Nederlandse goudguldens in gewicht en vooral goudgehalte sterk gedaald. De Gelderse Arnoldusgulden, genoemd naar hertog Arnold van Egmond (1423-1473) bijvoorbeeld, woog 3,3 gram bij een goudgehalte van 12 karaat (50%). Bij dit gehalte spreken we van bleekgoud. Deze gulden was 10½ (zilveren) stuivers waard.

## Hornsche gulden
De bisschop van Luik, Johan van Horne (1484–1506) was berucht om zijn minderwaardige guldens. Zijn naar hem genoemde hornsche gulden bevatte nog slechts 41,5% goud (10 karaat). Als gevolg hiervan werd “hoorngoud” tot ver in de 18e eeuw de uitdrukking voor minderwaardig goud.

## Philippusgulden
De Habsburgse landsheer Filips de Schone liet vanaf 1496 in Brugge de naar hem genoemde Philippus- of Brabantse gulden slaan, met een gewicht van 3,26 gram en 16 karaat, duidelijk boven het in die tijd gebruikelijke gehalte. Deze gulden had een waarde van 25 stuivers.
In de 16e eeuw werden in Midden-Europa nieuwe zilvermijnen geopend. De toestroom van zilver liet de zilverprijs dalen en de goudprijs stijgen, waardoor de goudgulden in 1517 werd opgewaardeerd naar 28 stuivers.

## Rijnse gulden
In de late middeleeuwen was de Rijnse goudgulden (Latijn: florenus Rheni) de munteenheid van de Rijnlandse Muntunie. De vier Rijnlandse keurvorsten uit Keulen, Trier, Mainz en de Palts richtten in 1386 de Rijnlandse Muntunie op met als enige denominatie de Rijnse goudgulden, die door anderen werd gevolgd en standhield tot in de eerste helft van de 17e eeuw.
In de tweede helft van de 15e eeuw kregen steeds meer steden en vorsten het keizerlijk recht om gouden munten te slaan, ontleend aan de Rijnse goudgulden. Hierdoor verslapte de handhaving van kwaliteit van de munten. De koers hield lang stand op een gewicht van ca. 3,3 gram bij een goudgehalte van 18½ karaat, maar door een tekort aan goud zakte in de loop van de 16e eeuw echter het goudgehalte steeds verder, in Nederland zelfs tot onder de 12 karaat.
De Rijnse gulden werd in de 17e eeuw geleidelijk door de dukaat als gouden munt vervangen. De Rijnse goudgulden – hier te lande ook wel de keurvorster goudgulden genoemd – bleef echter tot in de vroege 17e eeuw als munt in gebruik, ter waarde van 28 stuivers.

## Karolusgulden
In 1521 verscheen de gouden karolus of karolusgulden van keizer Karel V. Deze werd vastgesteld op een waarde van 20 stuivers bij 14 karaat. Vanaf 1543 werd deze gulden ook korte tijd in zilver geslagen. Door de populariteit van de grote zilveren daalders in die dagen kwam de productie van Karolusguldens alweer spoedig tot stilstand. De gulden van 20 stuivers werd vervolgens een rekenmunt. Pas eind 17e eeuw ging de Republiek der Nederlanden over op het aanmunten van fysieke zilveren guldens.

## Zilveren goudgulden
Gedurende de 17e eeuw werden er in de Republiek der Nederlanden door verschillende provincies en steden, waaronder Friesland en enkele IJsselsteden, zowel goudguldens als zilveren florijnen aangemunt tegen een koers van 28 stuivers, nog op naam van de Duitse keizer. Hoewel van zilver, werden deze florijnen naast achtentwintig ook vaak goudguldens genoemd.